# Teodor d'Alexandria (segle VI)
Teodor d'Alexandria (en llatí Theodorus, en grec antic Θεόδωρος) fou un monjo romà d'Orient que va florir al començament del segle vi.
Pertanyia a una branca del Monofisisme, anomenada teopasquita. És conegut per la seva controvèrsia amb Temisti, un altre teopasquita, al que va acusar de defensar l'heretgia dels agnetes, una secta que afirmava que Jesucrist no coneixia el dia del judici final. Foci dona un extracte del llibre escrit per Teodor contra Temisti. Com que les tesis d'aquest llibre seguien les doctrines oficials de l'església, se suposa que per alguns altres escrits no coneguts va ser condemnat per l'emperador Justinià. Fabricius l'inclou a la Bibliotheca Graeca.